# Mitología tolteca
La menor parte que se conoce sobre la mitología tolteca viene de las leyendas adoptadas por culturas posteriores. Los toltecas fueron la última cultura dominante en Mesoamérica antes de la llegada de los aztecas.

## Antecedentes históricos
Los Toltecas practicaban lo que en nuestra cultura occidental llamamos: sacrificios humanos, que para ellos era una forma de comunión y servicio hacia algunos de sus dioses. [cita requerida] Es posible que usaran el "tzompantli", que usaban los aztecas, estante donde eran colgados los cráneos de los muertos con una finalidad específica desconocida. La religión politeísta del imperio tolteca estaba dominada por dos deidades principales. El primero, Quetzalcóatl, se representaba como una serpiente emplumada. Era la deidad del conocimiento, cultura, filosofía, y la fertilidad; fue adoptada de culturas anteriores. Su contraparte o rival es Tezcatlipoca, el espejo empañado, conocido por su naturaleza guerrera. Los dioses importantes dentro de la mitología tolteca son los siguientes:
- Quetzalcóatl *Centéotl
- Tezcatlipoca *Tláloc
- Itzlacoliuhque

El más grande de los reyes toltecas fue Ce Ácatl Topiltzin quien era reconocido por ser el principal sacerdote de Quetzalcóatl cuando fueron establecidos Tollan y el imperio Tolteca. De acuerdo con la leyenda tolteca, los seguidores de Tezcatlipoca guiaron a Topiltzin y los seguidores de Quetzalcóatl a las afueras de la ciudad alrededor del año 1000 d. C. Se dirigieron al sur, donde derrotaron a los mayas en la ciudad de Chichén Itzá, y la reclamaron para sí mismos. Un dato interesante en la leyenda de Topiltzin es que prometió regresar a Tollan durante el año sagrado con motivo de tomar venganza. Esta leyenda se mantuvo viva durante la época de los aztecas, quienes atribuyeron la llegada de los españoles como el retorno de Topiltzin, un evento que temieron grandemente..

## Mito de Quetzalcóatl
Existen diferentes versiones de la leyenda  de Quetzalcóatl. En una de ellas, era gobernante Tollan durante su época dorada. Tollan era descrita como un lugar de perfección universal. Durante su reinado, Quetzalcóatl se sumergió cada vez más en su propia perfección espiritual. Esto incluía actividades como el baño ritual, rezos, ayuno, autosacrificio y otras rutinas que se vinculaban con la vida sacerdotal. Con el tiempo, esta obsesión con su realidad interna causó que perdiera el sentido de lo que estaba ocurriendo en el mundo exterior.
Tezcatlipoca y otros dioses ganaron el acceso al palacio espiritual de Quetzalcóatl. Ellos probaron la vanidad de Quetzalcóatl al revelarle falsamente su imagen y su inmortalidad en un espejo. El impacto de verse a sí mismo le abrumaba, incluso lo horrorizaba, por lo que los dioses oscuros le ofrecieron ayudarlo a lo que este accedió. A continuación, le ofrecieron una manera de olvidarse de su fealdad: con cinco copas de una bebida intoxicante: el pulque. Quetzalcóatl se alcoholizó y en este estado tuvo relaciones ilícitas con Quetzalpétlatl, su hermana. Este evento deshonorable terminó con su función como líder espiritual. Fue esta caída de gracia, debido a la pérdida de control sobre sus pasiones, lo que lo llevó a la resignación como líder, y consecuentemente, el fin de la era dorada de Tollan. Su primer acto de conciliación fue el enterrarse en un ataúd de piedra. Cuatro días después se levantó y abandono la ciudad. Quetzalcóatl siguió la ruta al este de Tollan hacia el mar. Viajó a través de muchos pueblos y sitios sagrados, dejando un rastro en forma de formaciones rocosas y nombres de lugares a través de México que aún se puede reconocer. Finalmente llegó a la costa donde construyó con serpientes una balsa y se embarcó hacia el horizonte en el mar.
Huémac ocupó el lugar de Quetzalcóatl como gobernante de Tula. Una serie de eventos alarmantes se gestaban en otra parte de la ciudad que interrumpieron los altos estándares de la comunidad. Se piensa que fueron causados por el dios Tezcatlipoca, algunos eventos de naturaleza fueron impactantes, mientras que otros desmoralizaban totalmente a la población. En una de las historias este dios tomó la forma de un horrible vendedor de chile quien se las arregló para cortejar a la hija del rey Huémac, exponiendo sus grandes genitales. Y de esta manera ganó el acceso al poder y el prestigio como miembro de la familia gobernante.

## Otras versiones del Mito
De acuerdo con los Anales de Cuauhtitlan, un importante cuerpo de historias sobre los mitos aztecas, también se describe a Quetzalcóatl como el rey-sacerdote de Tollan, se dice que él nunca ofreció víctimas humanas, solamente aves, víboras, y mariposas. Por lo que el dios del cielo y la noche, Tezcatlipoca, lo expulsó de Tollan por realizar actos de hechicería. Quetzalcóatl vagó hacia la costa del "agua divina" y se inmoló a sí mismo en una pira en medio de la costa, después de cuatro días se transformó en un ave quetzal que voló hacia el cielo para convertirse en el planeta Venus.
Quetzalcóatl y Xolotl
Existe también otra parte del mito de Quetzalcóatl que habla sobre su hermano gemelo, el deformado (se representaba como un perro) dios llamado Xólotl. Debido a los escasos vestigios encontrados, en realidad no se sabe exactamente como fue la función de estos dos dioses juntos, pero se sabe que Quetzalcóatl se identificaba con la estrella de la mañana y Xolot con la estrella de la tarde. Algunos investigadores creen que es una analogía con la relación entre el Sol y Venus.
Preservación de sus mitos en otras culturas
Al llegar al valle de Anáhuac, los aztecas trataron de incorporar la cultura y los dioses de las civilizaciones más avanzadas que ya estaban establecidas o de civilizaciones más antiguas como la Tolteca; de este modo incluyeron a Tlaloc, Tezcatlipoca y a Quetzalcóatl dentro de su panteón de dioses en la religión.